# Зулусы (фильм)
«Зулу́сы» (англ. Zulu) — художественный фильм режиссёра Сая Эндфилда, вышедший на экраны в 1964 году. Сюжет основан на реальном историческом событии — сражении у Роркс-Дрифт. Лента была номинирована на премию BAFTA за лучшую работу художника в британском цветном фильме (Эрнест Арчер).

## Сюжет
Январь 1879 года, Южная Африка, провинция Наталь. Войска зулусов уничтожили большой отряд англичан в битве при Исандлване. Миссионер Отто Уитт со своей дочерью присутствует на массовой брачной церемонии у зулусов. Он узнаёт, что зулусы хотят напасть на военный пост англичан у брода Роркс-Дрифт.
В это время на пост приезжает военный инженер лейтенант Джон Чард, которому приказано построить мост. Он бросает строительство, узнав о приближении зулусов. Командир поста лейтенант Гонвилл Бромхэд соглашается отдать командование Чарду, так как Чард поступил на службу на три месяца раньше. Солдаты готовят пост к обороне, когда приезжает Уитт и просит дать ему повозку, чтобы увезти раненых из госпиталя. Чард отказывает, поскольку раненые должны также участвовать в обороне. Буры не хотят воевать и уезжают на свои фермы. Менее чем полторы сотни англичан остаются ждать нападения четырёх тысяч зулусов.
В ходе двухдневной битвы зулусы несут тяжёлые потери и отступают. Фильм завершается перечислением имён одиннадцати солдат, которые были награждены Крестом Виктории.

## В ролях
- Стэнли Бейкер — лейтенант Джон Чард
- Майкл Кейн — лейтенант Гонвилл Бромхед
- Джек Хокинс —  преподобный Отто Уитт
- Улла Якобссон — Маргарет Уитт
- Мангосуту Бутелези — король зулусов Кечвайо
- Джеймс Бут — рядовой Генри Хук
- Найджел Грин — сержант Фрэнк Бурн
- Айвор Эммануэль — рядовой Оуэн
- Пол Дейнман — сержант Роберт Максфилд
- Дэвид Кернан — рядовой Фред Хитч
- Патрик Мэги — майор Джеймс Рейнольдс
- Нил Маккарти — рядовой Джон Томас
- Глин Эдвардс — капрал Уильям Аллен
- Гэри Бонд — рядовой Томас Коул
- Питер Гилл — рядовой Джон Уильямс
- Ричард Дэйвис — рядовой Уильям Джонс
- Дэнис Грэхем — рядовой Роберт Джонс
- Дики Оуэн — капрал Шейс
- Герт ван дер Берг — лейтенант Джозеф Адендорф
- Ричард Бёртон — рассказчик (голос за кадром)

## История создания
Фильм основан на историческом событии, и большинство персонажей — это реальные исторические личности. Съёмки проходили в Англии, а также в ЮАР, в провинции Квазулу-Натал. Четырёхтысячное войско зулусов изображали только пятьсот человек, зато в роли их короля Кечвайо снялся его прямой потомок. Из-за южноафриканских законов эпохи апартеида зулусам нельзя было платить зарплату, поэтому режиссёр купил им коров. Участники съёмочной группы должны были вести себя осторожнее с девушками-зулусками, так как межрасовые сексуальные отношения были в ЮАР уголовным преступлением.
Фильм стал первым продюсерским проектом актёра Стэнли Бейкера. Майкл Кейн до этого фильма играл только эпизодические роли, а в «Зулусах» первоначально должен был играть рядового Хука. Фильм вышел в прокат 22 января 1964 года, ровно через 85 лет после сражения у Роркс-Дрифт.
В 1979 году вышел приквел — фильм Дугласа Хикокса «Рассвет зулусов», рассказывающий о битве при Исандлване.